# Лейн Стейли
Лейн Томас Стейли (22 август 1967 – около 5 април 2002) е американски музикант, фронтмен и текстописец на рок групата Алис ин Чейнс, формирана в Сиатъл, Вашингтон през 1987 от Стейли и китаристът Джери Кантрел. Алис ин Чейнс придобиват световна популярност като част от гръндж сцената от началото на 90-те години на 20 век. Групата става известна с отличителния вокален стил на Стейли (често включващ вокали от типа „snarl-to-a-scream“) както и с |хармонизираните двугласия на Стейли и Кантрел. Стейли също така участва в супергрупите Mad Season и Class of '99. По време на кариерата си той се бори с тежка наркотична зависимост, която в крайна сметка води до смъртта му през април 2002.

## Ранни години
Лейн Стейли е роден в семейството на Фил Стейли и Нанси Маккълъм в Белвю, Вашингтон. Той е само на седем години, когато родителите му се развеждат, като след това е отгледан от майка си и доведения си баща, Джим Елмър. През 2002 г., малко преди смъртта си, Стейли разказва за преживяването да е свидетел на развода на родителите си: „Животът ми се превърна в кошмар, около мен имаше само сенки. Получих обаждане, че баща ми е мъртъв, но семейството ми знаеше че той употребява всякакви видове наркотици. След това обаждане винаги съм се чудил къде е баща ми. Толкова ми беше мъчно за него и ми липсваше. Той изчезна от живота ми за 15 години.“ В същото интервю той казва, че е бил убеден, че ако стане известен, баща му ще се върне. Стейли смята, че раздялата на родителите му и наркотичната зависимост на баща му са допринесли отчасти за собствените му проблеми с наркотиците.
Първата среща на Стейли с музиката се осъществява чрез колекцията на родителите му, която включва албуми на Блек Сабат (които повлияват впоследствие върху неговото творчество) и Дийп Пърпъл. Други негови любими групи са свирещите хардрок и метъл Антракс, Джудас Прийст, Саксън, Рейнбоу, Туистед Систър, Ван Хален, както и изпълнители от жанра индъстриъл и ню уейв като Министри, Лордс ъф дъ Ню Чърч и Скини Пъпи. Стейли започва да свири на барабани, когато е на 12 години и участва в няколко глем рок групи през ранните си тийнейджърски години. По това време той вече има амбицията да стане певец. През 1984 г. Стейли става част от групата Слийз, съставена от ученици в гимназията Шерууд Хай. В нея участват и бъдещите членове на The Dehumanizers и Second Coming. През 1986 г. Слийз се превръща в Алис н‘ Чейнс, които според Стейли свирят спийд метъл. Новата банда изпълнява кавъри на Слейър и Армърд Сейнт предимно в Сиатъл. Неговите колеги го намирали за смешен, затова си правили шеги с него, което го ядосвало. По това време Стейли се запознава с Джери Кантрел докато работи в студио за репетиции. Двамата бързо стават приятели и са съквартиранти в продължение на повече от година, като делят разнебитеното място за репетиции, където Стейли живее. Алис н‘ Чейнс се разпада скоро и Стейли става част от друга група, изпълняваща фънк, която по това време се нуждае и от китарист. Това му дава възможност да предложи на Кантрел да се включи. Кантрел се съгласява при условие, че Стейли се включи в групата му, в която по това време свирят и барабаниста Шон Кини и басиста Майк Стар. През същата година Стейли се запознава с китариста от сиатълския ъндърграунд Тим Барнс в местен бар. По-късно Барнс получава предложение да стане част от Алис ин Чейнс, но той отказва. В крайна сметка фънк проектът се разпада и през 1987 г. Стейли разменя барабаните за микрофон и става постоянен вокалист на групата на Кантрел. Името на групата окончателно става Алис ин Чейнс.

## Зависимост от наркотици
Като доста музиканти от Сиатълската гръндж сцена, Стейли е употребявал хероин. Навикът му започва с марихуана и ЛСД през 1980 г. Той е бил запознат с кокаина през 1982 г. След това хероин и екстази. През 1991 г. вече е зависим.
През 90-те Стейли се е борил с доста зависимости, които са могли да доведат до неговата смърт. Това има дълбоко въздействие върху текстовете на Алис ин Чейнс, като много от техните песни изразяват суровата атмосфера, безпомощността и болката на зависимите от наркотици. Албумът Dirt показва тази угриженост в песни като „God Smack“, „Junkhead“ и „Would“. Членовете на Alice In Chains, виждайки влошаването на състоянието на Стейли, решават да не тръгват на промо турне за албума от 1994 г. Jar Of Flies. След излизането му Стейли влиза в рехабилитационен център и започва да работи по странични проекти с няколко сиатълски музиканти, сред които Майк Маккреди от Пърл Джем и Барет Мартин от Screaming Trees.

## Смърт
На 19 април 2002 г. счетоводителите на Стейли се свързват с майка му, Нанси Маккълъм и ѝ съобщават, че в продължение на две седмици не са теглени никакви пари от банковата сметка на сина ѝ. Маккълъм се обажда на 911 и съобщава, че не се е чувала със Стейли през последните две седмици. Полицията придружава майка му и съпруга ѝ до дома на Стейли. Налага се да нахлуят вътре, разбивайки вратата. Влизайки в апартамента му, те намират тялото на рок музиканта проснато на дивана, с включен телевизор и малка доза кокаин на масата в непосредствена близост. Тялото му тежи само 39 кг. Според медицинските заключения той е починал от смъртоносна свръхдоза на 5 април 2002 г.